# 822 (szám)
A 822 (római számmal: DCCCXXII) egy természetes szám, szfenikus szám, a 2, a 3 és a 137 szorzata.

## A szám a matematikában
A tízes számrendszerbeli 822-es a kettes számrendszerben 1100110110, a nyolcas számrendszerben 1466, a tizenhatos számrendszerben 336 alakban írható fel.
A 822 páros szám, összetett szám, azon belül szfenikus szám, kanonikus alakban a 21 · 31 · 1371 szorzattal, normálalakban a 8,22 · 102 szorzattal írható fel. Nyolc osztója van a természetes számok halmazán, ezek növekvő sorrendben: 1, 2, 3, 6, 137, 274, 411 és 822.
A 822 négyzete 675 684, köbe 555 412 248, négyzetgyöke 28,67054, köbgyöke 9,36751, reciproka 0,0012165. A 822 egység sugarú kör kerülete 5164,77832 egység, területe 2 122 723,891 területegység; a 822 egység sugarú gömb térfogata 2 326 505 384,0 térfogategység.